# Moskwa-Passażyrskaja-Kijewskaja

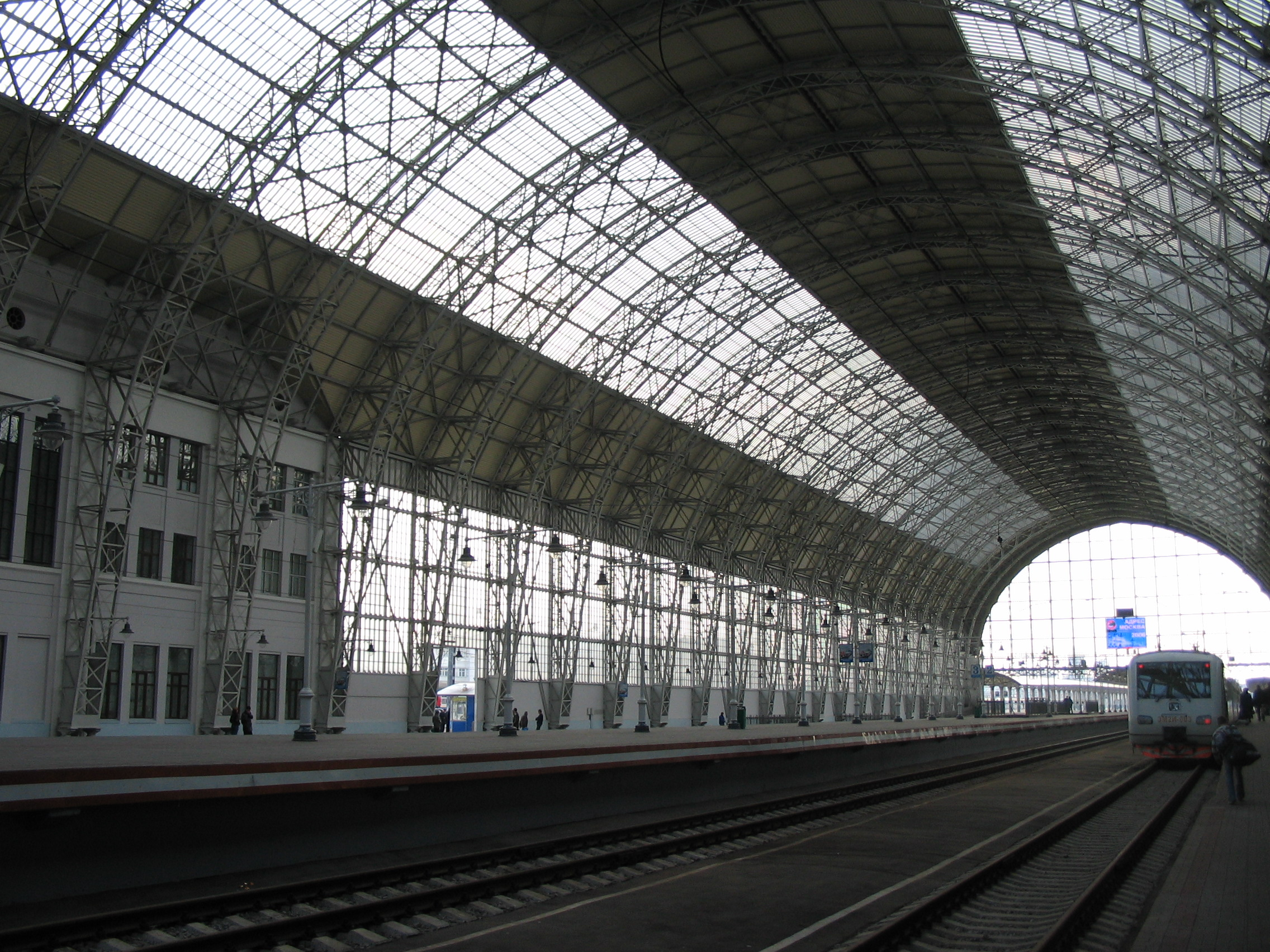
W tle hali dworca widoczny "ekspres" na lotnisko Wnukowo

Moskwa-Passażyrskaja-Kijewskaja (ros. Москва-Пассажирская-Киевская) – jedna z 9 największych stacji kolejowych w Moskwie, nazywana również Dworcem Kijowskim (ros. Киевский вокзал). Obsługuje połączenia dalekobieżne i podmiejskie w kierunku południowo-zachodnim. W szczególności pociągi z dworca odjeżdżają do Briańska, Kijowa, Lwowa, Belgradu, Sofii, Budapesztu i Wiednia oraz szeregu innych miast.
Budynek dworca zbudowano w latach 1914-1918 według projektu Iwana Rerberga i Władimira Szuchowa.
Na stacji znajdują się wejścia do stacji metra Kijewskaja linii okrężnej i bliźniaczych stacji linii Arbacko-Pokrowskiej i Filowskiej.